# Championnat d'Europe des rallyes 2013
Le championnat d'Europe des rallyes 2013 est la 61e édition du championnat d'Europe des rallyes, une compétition automobile reconnue par la Fédération internationale de l'automobile (FIA).

## Calendrier
| Rang | Épreuve                  | Surface           | Date                  |
| ---- | ------------------------ | ----------------- | --------------------- |
| 1    | Rallye Jänner            | Asphalte et neige | 3-5 janvier           |
| 2    | Rallye Liepāja-Ventspils | Terre et neige    | 1er-3 février         |
| 3    | Rallye des îles Canaries | Asphalte          | 21-23 mars            |
| 4    | Rallye des Açores        | Terre             | 25-27 avril           |
| 5    | Tour de Corse            | Asphalte          | 16-18 mai             |
| 6    | Rallye d'Ypres           | Asphalte          | 27-29 juin            |
| 7    | Rallye de Roumanie       | Terre             | 25-27 juillet         |
| 8    | Rallye de Tchéquie       | Asphalte          | 30 août-1er septembre |
| 9    | Rallye de Pologne        | Terre             | 13-15 septembre       |
| 10   | Rallye de Croatie        | Asphalte          | 26-28 septembre       |
| 11   | Rallye Sanremo           | Asphalte          | 10-12 octobre         |
| 12   | Rallye du Valais         | Asphalte          | 7-9 novembre          |

## Résultats
| Manche | Rallye                                     | Podium | Podium               | Podium                       | Podium            | Podium |
| Manche | Rallye                                     | Pos.   | Pilote               | Voiture                      | Temps             |        |
| ------ | ------------------------------------------ | ------ | -------------------- | ---------------------------- | ----------------- | ------ |
| 1      | Rallye Jänner (3-5 janvier)                | 1      | Jan Kopecký          | Škoda Fabia S2000            | 2 h 35 min 45 s.3 |        |
| 1      | Rallye Jänner (3-5 janvier)                | 2      | Bryan Bouffier       | Peugeot 207 S2000            | 2 h 35 min 45 s.8 |        |
| 1      | Rallye Jänner (3-5 janvier)                | 3      | Raimund Baumschlager | Škoda Fabia S2000            | 2 h 37 min 03 s.4 |        |
|        |                                            |        |                      |                              |                   |        |
| 2      | Rallye de Lettonie (1er-3 février)         | 1      | Jari Ketomaa         | Ford Fiesta RS WRC           | 2 h 08 min 15 s.7 |        |
| 2      | Rallye de Lettonie (1er-3 février)         | 2      | Craig Breen          | Peugeot 207 S2000            | 2 h 08 min 46 s.7 |        |
| 2      | Rallye de Lettonie (1er-3 février)         | 3      | François Delecour    | Peugeot 207 S2000            | 2 h 11 min 03 s.2 |        |
|        |                                            |        |                      |                              |                   |        |
| 3      | Rallye des îles Canaries (21-23 mars)      | 1      | Jan Kopecký          | Škoda Fabia S2000            | 2 h 24 min 30 s.9 |        |
| 3      | Rallye des îles Canaries (21-23 mars)      | 2      | Craig Breen          | Peugeot 207 S2000            | 2 h 26 min 23 s.3 |        |
| 3      | Rallye des îles Canaries (21-23 mars)      | 3      | Luís Monzón          | Mini John Cooper Works S2000 | 2 h 27 min 49 s.8 |        |
|        |                                            |        |                      |                              |                   |        |
| 4      | Rallye des Açores (25-27 avril)            | 1      | Jan Kopecký          | Škoda Fabia S2000            | 2 h 26 min 32 s.2 |        |
| 4      | Rallye des Açores (25-27 avril)            | 2      | Craig Breen          | Peugeot 207 S2000            | 2 h 27 min 04 s.4 |        |
| 4      | Rallye des Açores (25-27 avril)            | 3      | Ricardo Moura        | Škoda Fabia S2000            | 2 h 27 min 31 s.0 |        |
|        |                                            |        |                      |                              |                   |        |
| 5      | Tour de Corse (16-18 mai)                  | 1      | Bryan Bouffier       | Peugeot 207 S2000            | 2 h 41 min 58 s.2 |        |
| 5      | Tour de Corse (16-18 mai)                  | 2      | Jan Kopecký          | Škoda Fabia S2000            | 2 h 42 min 38 s.0 |        |
| 5      | Tour de Corse (16-18 mai)                  | 3      | Stéphane Sarrazin    | Mini John Cooper Works S2000 | 2 h 43 min 35 s.8 |        |
|        |                                            |        |                      |                              |                   |        |
| 6      | Rallye d'Ypres (27-29 juin)                | 1      | Freddy Loix          | Škoda Fabia S2000            | 2 h 32 min 19 s.4 |        |
| 6      | Rallye d'Ypres (27-29 juin)                | 2      | Bryan Bouffier       | Peugeot 207 S2000            | 2 h 33 min 40 s.4 |        |
| 6      | Rallye d'Ypres (27-29 juin)                | 3      | Craig Breen          | Peugeot 207 S2000            | 2 h 34 min 11 s.9 |        |
|        |                                            |        |                      |                              |                   |        |
| 7      | Rallye de Roumanie (25-27 juillet)         | 1      | Jan Kopecký          | Škoda Fabia S2000            | 2 h 18 min 07 s.8 |        |
| 7      | Rallye de Roumanie (25-27 juillet)         | 2      | François Delecour    | Peugeot 207 S2000            | 2 h 21 min 10 s.6 |        |
| 7      | Rallye de Roumanie (25-27 juillet)         | 3      | Toshihiro Arai       | Subaru Impreza R4            | 2 h 24 min 11 s.4 |        |
|        |                                            |        |                      |                              |                   |        |
| 8      | Rallye de Tchéquie (30 août-1er septembre) | 1      | Jan Kopecký          | Škoda Fabia S2000            | 2 h 15 min 23 s.0 |        |
| 8      | Rallye de Tchéquie (30 août-1er septembre) | 2      | Václav Pech jr.      | Mini John Cooper Works S2000 | 2 h 16 min 24 s.6 |        |
| 8      | Rallye de Tchéquie (30 août-1er septembre) | 3      | Jaromír Tarabus      | Škoda Fabia S2000            | 2 h 17 min 55 s.7 |        |
|        |                                            |        |                      |                              |                   |        |
| 9      | Rallye de Pologne (13-15 septembre)        | 1      | Kajetan Kajetanowicz | Ford Fiesta R5               | 1 h 58 min 40 s.6 |        |
| 9      | Rallye de Pologne (13-15 septembre)        | 2      | Bryan Bouffier       | Peugeot 207 S2000            | 1 h 59 min 03 s.9 |        |
| 9      | Rallye de Pologne (13-15 septembre)        | 3      | Jan Kopecký          | Škoda Fabia S2000            | 2 h 00 min 09 s.0 |        |
|        |                                            |        |                      |                              |                   |        |
| 10     | Rallye de Croatie (26-28 septembre)        | 1      | Jan Kopecký          | Škoda Fabia S2000            | 2 h 23 min 11 s.0 |        |
| 10     | Rallye de Croatie (26-28 septembre)        | 2      | Andreas Aigner       | Subaru Impreza R4            | 2 h 25 min 06 s.6 |        |
| 10     | Rallye de Croatie (26-28 septembre)        | 3      | Hermann Gaßner jr.   | Mitsubishi Lancer Evo X R4   | 2 h 25 min 20 s.8 |        |
|        |                                            |        |                      |                              |                   |        |
| 11     | Rallye Sanremo (10-12 octobre)             | 1      | Giandomenico Basso   | Peugeot 207 S2000            | 2 h 37 min 37 s.3 |        |
| 11     | Rallye Sanremo (10-12 octobre)             | 2      | Esapekka Lappi       | Škoda Fabia S2000            | 2 h 39 min 20 s.3 |        |
| 11     | Rallye Sanremo (10-12 octobre)             | 3      | Alessandro Perico    | Peugeot 207 S2000            | 2 h 39 min 24 s.4 |        |
|        |                                            |        |                      |                              |                   |        |
| 12     | Rallye du Valais (7-9 novembre)            | 1      | Esapekka Lappi       | Škoda Fabia S2000            | 3 h 13 min 42 s.8 |        |
| 12     | Rallye du Valais (7-9 novembre)            | 2      | Olivier Burri        | Ford Fiesta S2000            | 3 h 17 min 11 s.0 |        |
| 12     | Rallye du Valais (7-9 novembre)            | 3      | Craig Breen          | Peugeot 207 S2000            | 3 h 17 min 19 s.0 |        |